# Vorbrücke
Vorbrücke ist ein Stadtteil von Meißen im Landkreis Meißen, Sachsen.

## Geographie

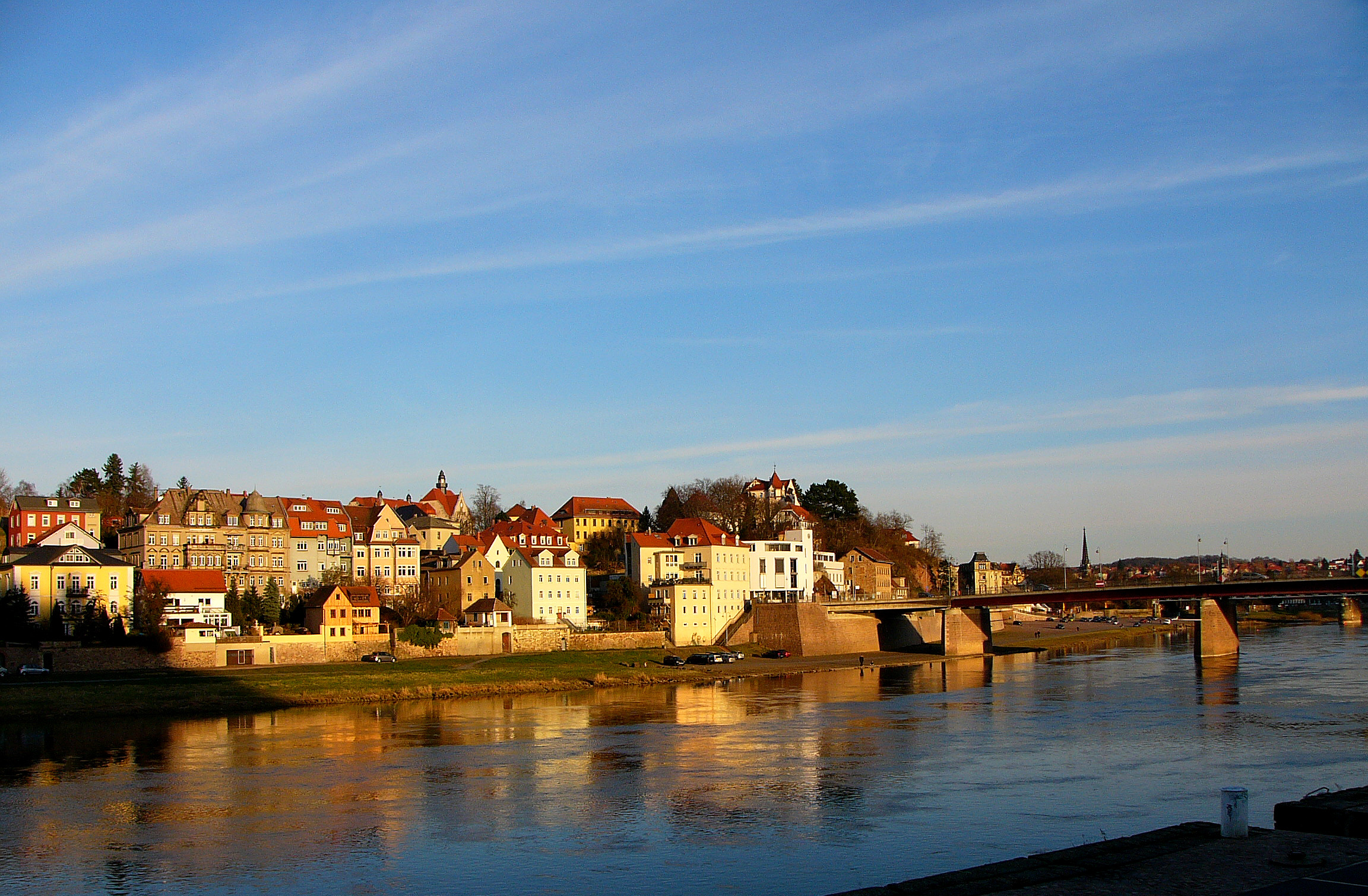
Vorbrücke

Vorbrücke liegt in der Gemarkung „Niederfähre m. Vorbrücke“ im rechtselbischen Zentrum des Meißner Stadtgebiets, direkt an der Elbe. Nördlich benachbart ist der Stadtteil Niederfähre, südlich Cölln und nordöstlich Zscheila. Gegenüber, am anderen Elbufer, liegt die Meißner Altstadt und die Triebisch mündet in die Elbe. 
Mit der Altstadt ist Vorbrücke durch die Altstadtbrücke (auch: Alte Elbbrücke) verbunden. Seit der Verlegung der Bundesstraße 101 nach Norden über die Neue Elbbrücke und durch den Schottenbergtunnel spielt diese Elbquerung eine untergeordnetere Rolle als Staatsstraße 177. Das Gebiet des Stadtteils ist weitgehend bebaut. Vorbrücke liegt im Bereich der Zscheilaer, Niederfährer und Vorbrücker Straße sowie der Feldgasse. Im Bereich Vorbrücke liegen der Meißner Ratsweinberg und das Gymnasium Franziskaneum Meißen. An den ÖPNV ist Vorbrücke durch die Buslinie E der Verkehrsgesellschaft Meißen angebunden.

## Geschichte

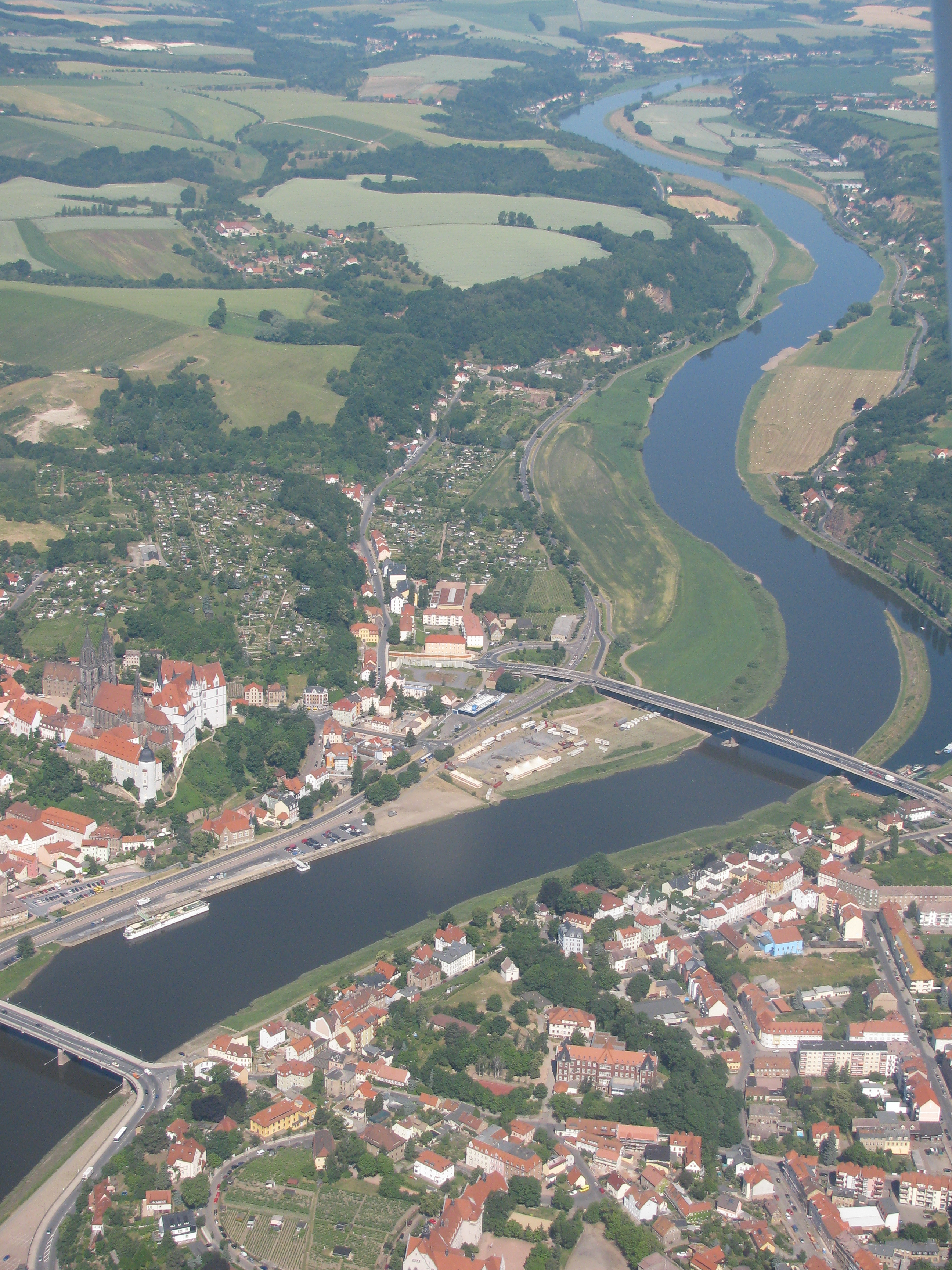
Vorbrücke (unten) aus der Vogelperspektive

Vorbrücke entstand als rechtselbischer Brückenkopf am Meißner Elbübergang. Erstmals erwähnt wurde der Ortsname, der deutschen Ursprungs ist, 1547 als „Oberbrücker Gemeinde“. Vier Jahre später tauchen die „Vberbrücker“ in einer Urkunde auf, 1590 dann die „Vorbrücker“. Diese Zusammenrückungen bezeichnen die „Gemeinde, Bewohner bzw. Siedlung über/jenseits bzw. vor der Brücke“. „Vorbrücke [...] bestehet aus etlichen Häusern mit einer Schenke an der Meißner Brücke“, heißt es 1791 in einer Beschreibung.
Später dienten weitere Gasthöfe den Fernreisenden als Unterkunft. Landwirtschaft existierte in dem Ort hingegen kaum. Das Gassendorf war und ist ins benachbarte Cölln eingepfarrt. Zu Vorbrücke gehörte außerdem der später wüstgefallene Ort Kappelsberg, in dem 1551 sieben besessene Mann und vier Inwohner belegt sind. Als Amtsdorf unterstand Vorbrücke grundherrschaftlich über Jahrhunderte dem Erbamt Meißen. Im Jahre 1856 gehörte es zum Gerichtsamt Meißen und kam danach zur Amtshauptmannschaft Meißen, aus der der gleichnamige Landkreis hervorging. 
Auf Grundlage der Landgemeindeordnung von 1838 erlangte Vorbrücke seine Selbstständigkeit als Landgemeinde. Schon 1834 galt es gemeinsam mit dem benachbarten Niederfähre als Vorstadt von Meißen. Am 1. Januar 1887 schlossen sich beide Orte zur insgesamt 94 Hektar großen Gemeinde „Niederfähre-Vorbrücke“ zusammen. Diese wurde exakt drei Jahre später nach Cölln eingemeindet und kam mit diesem am 1. Januar 1901 zu Meißen. Auch 1908 findet der Doppelname „Niederfähre-Vorbrücke“ Erwähnung, heute liegen beide Orte in der gemeinsamen Gemarkung „Niederfähre m. Vorbrücke“. Im Jahre 1997 wurde „Niederfähre/Vorbrücke“ zum Sanierungsgebiet erklärt.

## Einwohnerentwicklung
| Jahr | Einwohner               |
| ---- | ----------------------- |
| 1547 | 17 Häusler, 11 Inwohner |
| 1712 | 26 Häusler              |
| 1834 | 282                     |
| 1871 | 562                     |
| 1890 | siehe Cölln             |

## Personen
- Karl Gottfried Mäser (* 16. Januar 1828 in Vorbrücke; † 15. Februar 1901 in Salt Lake City), deutscher mormonischer Theologe und Pädagoge